# Christina Hengster
Christina Hengster (Rum, 4 febbraio 1986) è un'ex bobbista, ex discobola ed ex martellista austriaca, dal 2019 è membro del Comitato Esecutivo della Federazione Internazionale di Bob e Skeleton.

## Biografia
Dal 2003 al 2010 ha praticato l'atletica leggera a livello nazionale gareggiando nei lanci del disco e del martello; prese infatti parte a cinque edizioni dei campionati nazionali assoluti in entrambe le specialità, ottenendo quale miglior risultato il quinto posto nel martello in tre occasioni. A livello nazionale under 23 ha vinto invece quattro medaglie, una nel disco e tre nel martello.

### 2004–2007: gli inizi da frenatrice
Compete nel bob dal 2004 come frenatrice per la squadra nazionale austriaca. Debuttò in Coppa Europa nel dicembre 2006 e successivamente in Coppa del Mondo, dove esordì il 10 dicembre 2004 a Igls giungendo ventiduesima nel bob a due con Silke Zeuner. Prese parte anche ai campionati mondiali di Sankt Moritz 2007, piazzandosi al diciannovesimo posto.

### 2007–2018: la carriera da pilota
Nell'inverno del 2007 passò al ruolo di pilota partecipando alle gare di Coppa Europa per diverse stagioni e classificandosi al quinto posto nella graduatoria generale nel 2014/15. Si distinse nelle categorie giovanili conquistando due medaglie ai campionati mondiali juniores, una di bronzo colta a Sankt Moritz 2010 e una d'oro vinta a Igls 2012. 
Esordì in Coppa del Mondo nel nuovo ruolo il 29 novembre 2008 a Winterberg, prima gara della stagione 2008/09, dove fu ventesima nel bob a due e ventesima anche nella graduatoria generale di fine stagione. Centrò il primo podio il 15 gennaio 2011 a Igls, dove fu seconda nella gara a squadre, e il primo nel bob a due il 2 dicembre 2011 sempre nella gara di casa a Igls. In classifica generale ha totalizzato quale miglior piazzamento il terzo posto nel bob a due, ottenuto nella stagione 2015/16.

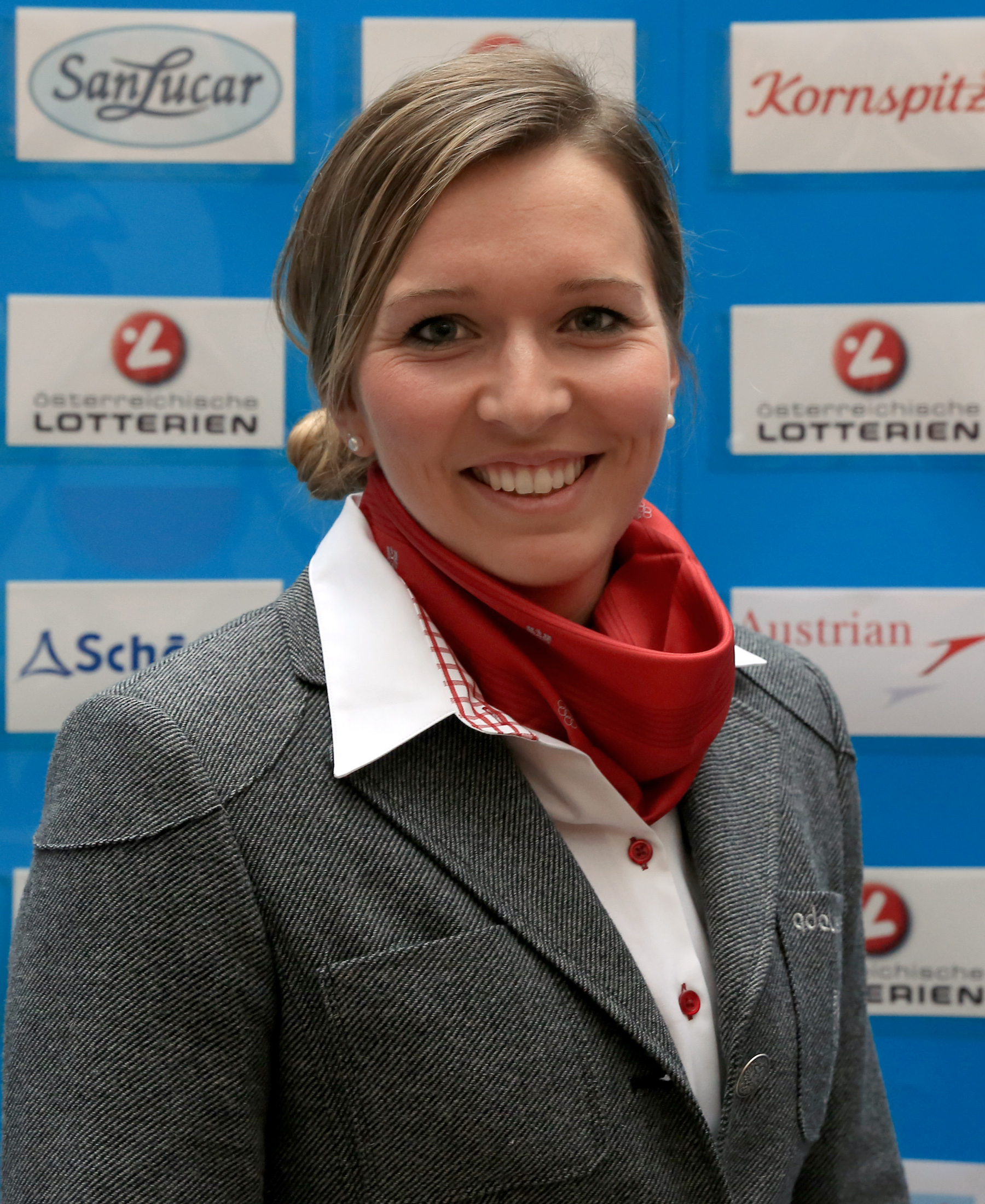
Christina Hengster a Vienna durante la presentazione del team austriaco che prese parte a

Ha partecipato a due edizioni dei Giochi olimpici invernali: a Soči 2014 si classificò quindicesima nel bob a due con Viola Kleiser mentre a Pyeongchang 2018 terminò la gara a due al decimo posto in coppia con Valerie Kleiser.
Prese inoltre parte da pilota a ulteriori sette edizioni dei mondiali, conquistando in totale una medaglia di bronzo. Nel dettaglio i suoi risultati nelle prove iridate sono stati, nel bob a due: diciassettesima a Lake Placid 2009, sedicesima a Schönau am Königssee 2011, nona a Lake Placid 2012, tredicesima a Sankt Moritz 2013, undicesima a Winterberg 2015, sesta a Igls 2016 e quinta a Schönau am Königssee 2017; nella gara a squadre: undicesima a Schönau am Königssee 2011, undicesima a Sankt Moritz 2013, sesta a Winterberg 2015, medaglia d'argento a Igls 2016 e settima a Schönau am Königssee 2017.
Ha inoltre vinto nove titoli nazionali nel bob a due.
Si ritirò dall'attività agonistica al termine della rassegna olimpica di Pyeongchang 2018 e dal 2019 è membro del Comitato Esecutivo della Federazione Internazionale di Bob e Skeleton, ricoprendo il ruolo di direttrice della Commissione Atleti.

## Palmarès

### Mondiali
- 1 medaglia:
  - 1 argento (gara a squadre a Igls 2016).

### Europei
- 1 medaglia:
  - 1 bronzo (bob a due a Winterberg 2017).

### Mondiali juniores
- 2 medaglie:
  - 1 oro (bob a due a Igls 2012).
  - 1 bronzo (bob a due a St. Moritz 2010).

### Coppa del Mondo
- Miglior piazzamento in classifica generale nel bob a due: 3ª nel 2015/16.
- 8 podi (7 nel bob a due, 1 nelle gare a squadre):
  - 3 secondi posti (2 nel bob a due, 1 nelle gare a squadre);
  - 5 terzi posti (nel bob a due).

### Campionati austriaci
- 10 medaglie:
  - 9 ori (bob a due nel 2005; bob a due nel 2007; bob a due nel 2008[2]; bob a due nel 2010[2]; bob a due nel 2011[2]; bob a due nel 2012[2]; bob a due nel 2013[2]; bob a due nel 2014[2]; bob a due nel 2016[3]);
  - 1 argento (bob a due nel 2009).

### Circuiti minori

#### Coppa Europa
- Miglior piazzamento in classifica generale nel bob a due: 5ª nel 2014/15;
- 14 podi (tutti nel bob a due):
  - 2 vittorie;
  - 3 secondi posti;
  - 9 terzi posti.

#### Coppa Nordamericana
- Miglior piazzamento in classifica generale nel bob a due: 19ª nel 2010/11;